# Dénégation plausible
La dénégation plausible renvoie au rejet de l'imputation d'un blâme au sein d'une structure de commandement lâche ou informelle, pour cantonner celui-ci aux seuls échelons inférieurs de la chaîne, protégeant ainsi les échelons supérieurs. Si un ou des éléments de l'organisation a commis des actions illégales ou impopulaires, il est possible aux échelons supérieurs de nier toute connaissance des agissements, et par conséquent toute responsabilité.
On trouve ce comportement dans les organisations dont la grande taille augmente la plausibilité : États, armée, services secrets.

## Description
Le point central est la plausibilité ; celle-ci dépend de la capacité de la structure à déguiser la situation, ou à éviter qu'on en parle ; à l'inverse, elle sera mise en doute si les enquêtes s'accumulent.
Le concept est utile à l'occasion de toutes sortes de crises, mais il a été fréquemment employé pendant les guerres, qui offrent beaucoup d'occasions, et dans le cadre d'actions d'espionnage ou hors limites.

## Histoire
L'expression semble avoir été employée pour la première fois par Allen Dulles, alors Directeur de la CIA. Cette dernière a fourni de nombreuses occasions d'employer le concept, avec les scandales du Watergate, où l'application a échoué, et celui de l'Affaire Iran-Contra.